# Vincent Carruthers
Vincent Craig Carruthers (* 16. Juni 1942 in Johannesburg) ist ein südafrikanischer Unternehmer, Umweltberater, Autor, Naturhistoriker, Naturschützer und Herpetologe. In seiner Arbeit widmet er sich der Zoologie, Ökologie sowie der Natur- und Menschheitsgeschichte in der Region Johannesburg.

## Leben
Carruthers besuchte die King Edward Primary School sowie die Schulen Cordwalles und Michaelhouse in der Provinz Natal. Beruflich ist er Unternehmensleiter und Berater mit einem Handelsstudium an der Universität Kapstadt, das er jedoch nicht vollständig abgeschlossen hatte. Mitte der 1960er Jahre studierte er den unerwarteten Amphibienreichtum im städtischen Johannesburg.
In den frühen 1970er Jahren knüpfte Carruthers im Rahmen seiner Amphibienforschung Kontakte mit der Witwatersrand-Universität. Er war an mehreren Instituten der Universität Mitarbeiter, darunter im Institute for Human Evolution, im Evolutionary Studies Institute und im Cities Institute.
Während seiner Karriere war Carruthers anfänglich Mitarbeiter des Parks and Tourism Board, von 1982 bis 1985 Vorstandsvorsitzender der Wildlife and Environmental Society of South Africa, Vorsitzender der Organisation Birdlife South Africa und stellvertretender Vorsitzender des Delta Environment Centre.
1989 gründete er mit seiner Frau Jane (einer Historikerin) das Umweltberatungsunternehmen VC Management Services und er war Direktor des Sustainable Tourism Research Institute of Southern Africa, das er 1998 gegründet hatte.
1979 veröffentlichte er in Zusammenarbeit mit Neville Passmore den Feldführer South African Frogs. Dafür reisten die beiden Wissenschaftler durch Südafrika, um Frösche bei Nacht aufzuspüren, ihr Verhalten zu studieren und sorgfältige Aufzeichnungen und Notizen über ihre Gewohnheiten, Biologie und Lebensräume zu machen. Darüber hinaus machte Carruthers extensive Fotoaufnahmen. 1975 beschrieben Carruthers und Passmore die im Kruger-Nationalpark vorkommende Art Tomopterna krugerensis aus der Familie der Afrikanischen Ochsenfrösche.
Carruthers gab auch zwei Feldführer in Zusammenarbeit mit dem Herpetologen Louis Heyns Du Preez heraus, 2009 Complete Guide to Frogs of Southern Africa und 2011 Frogs and Frogging in South Africa.
Carruthers’ Veröffentlichungen förderten den Bekanntheitsgrad der südafrikanischen Froschfauna und trugen zu deren Schutz bei.

## Ehrungen und Dedikationsnamen
Im Jahr 1989 wurde Carruthers mit der Stevenson Hamilton Medal der Zoological Society of Southern Africa und im Jahr 2013 mit der Chancellor′s Medal der Nordwest-Universität in Potchefstroom ausgezeichnet. 2017 wurde Carruthers im Artepitheton von Breviceps carruthersi aus der Familie der Kurzkopffrösche geehrt.

## Schriften
- A Guide to the Identification of the Frogs of the Witwatersrand, 1976
- mit Uys de Villiers Pienaar: The Frogs of the Kruger National Park, 1976
- A guide to the Frogs of the Suikerbosrand Nature Reserve, 1979
- South African Frogs, 1979
- The Sandton Field Book. A Guide To The Natural History Of The Northern Witwatersrand, 1982
- The Magaliesberg, 1990
- South African Frogs: A Complete Guide, 1995
- The Wildlife of Southern Africa: A Field Guide to the Animals and Plants of the Region, 1997 (deutsch: Fauna und Flora im Südlichen Afrika: Ein Handbuch für die Tier- und Pflanzenwelt der Region, 2001)
- SASOL First Field Guide to Frogs of Southern Africa, 2001
- The Wildlife of Southern Africa: The larger illustrated guide to the animals and plants of the region, 2008
- A Complete guide to the frogs of Southern Africa, 2009
- Frogs and Frogging in South Africa, 2011
- Cradle of Life: Evolution of Life and Landscape in the Cradle of Humankind and Magaliesberg Biosphere: The Story of the Magaliesberg and the Cradle of Humankind, 2020